# 日產君爵
日產君爵（Nissan Elgrand）是日產汽車生產的豪華多功能休旅車，主打商用市場和富裕人士，於亞洲和澳紐的右駕市場都有銷售。自1997年推出至今，总计发行三代车型。每一代車型又分為V、VG、X和XL四種級別，外觀和設備有所差異；競爭對手為豐田埃尔法和本田奥德赛。另设有分支车型日产贵士（Quest）。

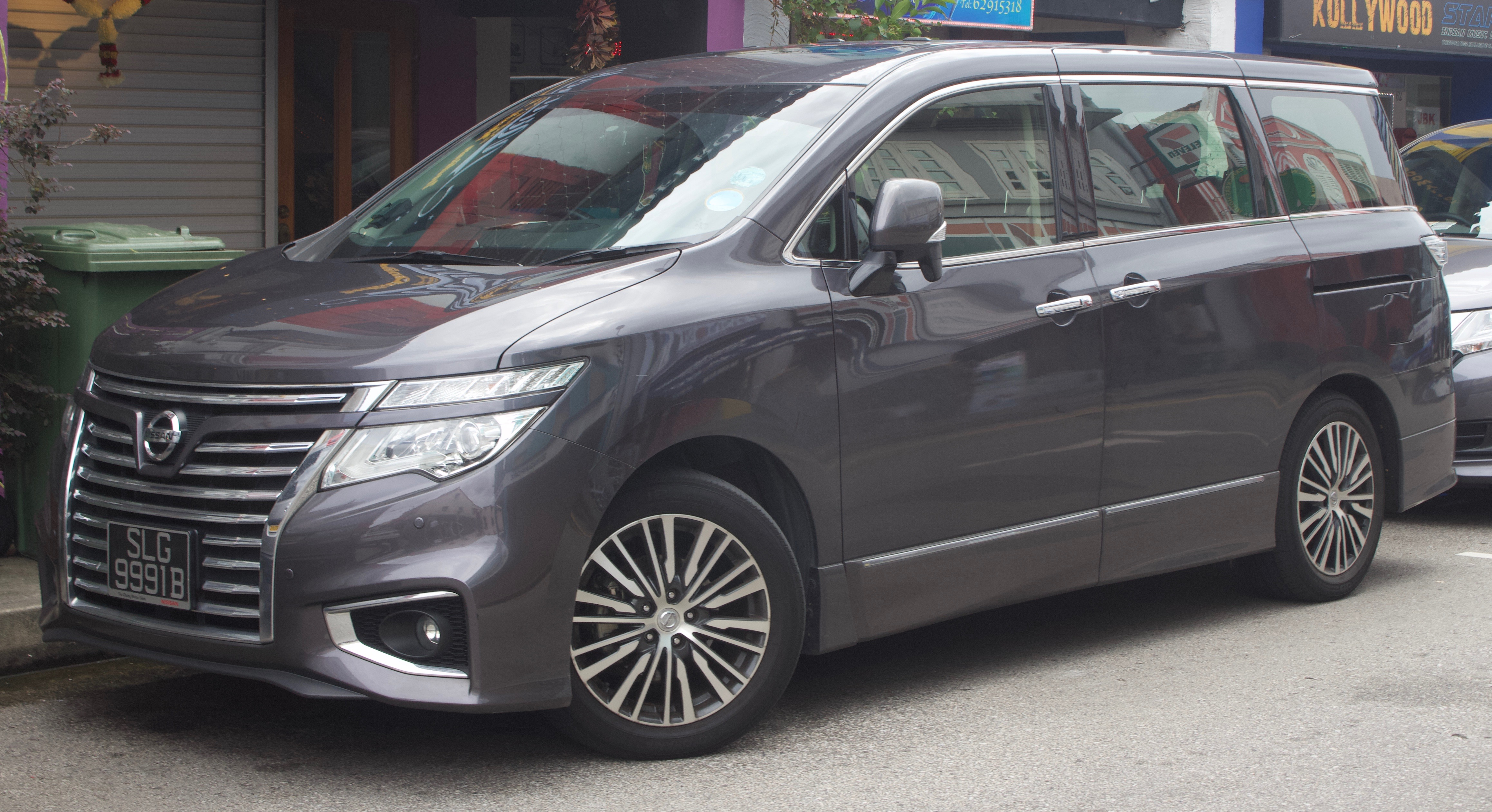
第三代日產Elgrand（2014年）

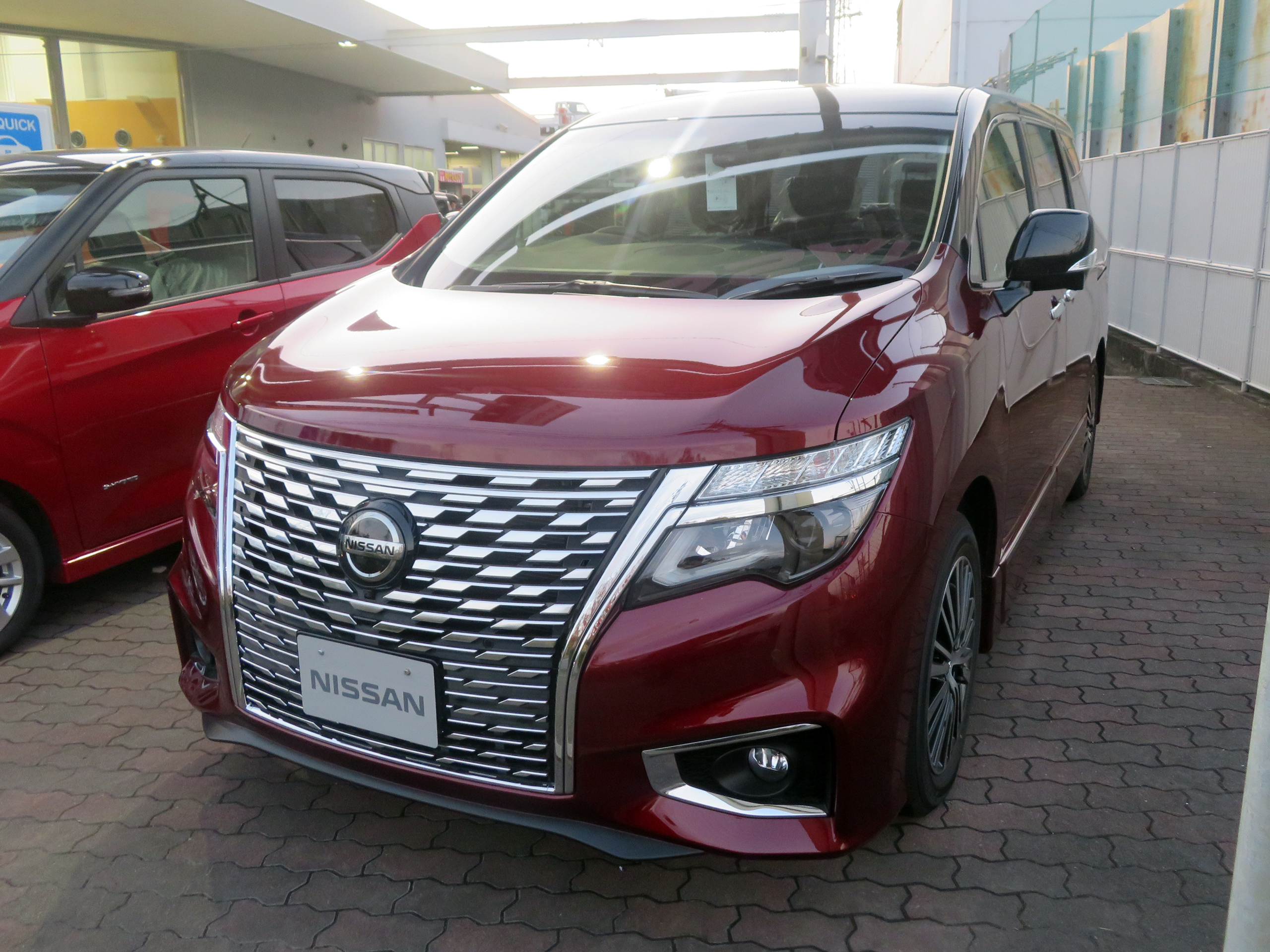
第三代日產Elgrand（2020年）

现时的第三代君爵搭載車用電腦系統，除了前座螢幕乘客座有11吋LCD顯示屏，在車頭、車尾及兩邊倒後鏡底都設有泊車鏡頭，可在屏幕上組合成360度的車身鳥瞰圖，雙電動滑門驅動的後車廂門為標準配備，为雙天窗设计，中排座椅可以選用兩座式總裁椅或單座皇帝椅。

## 外部連結
- Nissan Elgrand （页面存档备份，存于）
- Safety Recalls for Nissan Elgrand Japanese Imports
- Elgrand information site on both E50 & E51 models